# ダコタ・スカイ
ダコタ・スカイ（Dakota Skye、1994年4月17日 – 2021年6月9日）の芸名で知られるローレン・ケイ・スコット（Lauren Kaye Scott）は、アメリカ合衆国のポルノ映画女優。2013年から2019年まで300本以上のアダルトビデオに出演した。

## 私生活
フロリダ州タンパ、またはクリアウォーターで出生名ローレン・ケイ・スコットとして生まれる。幼少期に性的暴行を受け、父親とは疎遠でアルコール依存症の母親に育てられ、海洋生物学者を志していた。10代前半の時に、父親の家族と共にオハイオ州南部に転居した。2015年にパーティーでザカリー・ルコンプト＝ゴーブルと出会い、2016年に妊娠中絶した後、同年2人はラスベガスで結婚したが、2017年には別居した。
2019年、母親が「薬物常用癖とアルコール中毒」で亡くなった。スカイに近い情報筋は、彼女の私生活の最後の時期に問題があったと報じた。トロント・サン紙は、2020年に彼女の祖父母が新型コロナウイルス感染症で亡くなり、彼女はホームレスになったと報じ、ペットの犬も死んだ。
2021年春、スカイが娼婦として働いていたことが明らかになった。 同年5月、ジョージ・フロイドの壁画の前でトップレスになった写真をインスタグラムに投稿し、批判を受けた。

### 薬物乱用
ルコンプト＝ゴーブルによると、スカイの薬物乱用が劇的に増加したのは、2015年にポルノ業界の賞を逃したときからだったという。彼女のザナックスの使用量は一度に10～15錠に増え、メタンフェタミンを吸い始めた。2017年から2019年にかけて少なくとも6回薬物リハビリテーションに入ったが、毎回の滞在期間は数日だけであった。最期の日々においても、長年にわたるアルコールとフェンタニルの依存症に苦しんでいた。
家族、友人、同僚の証言によれば、スカイの行動は2010年代半ばまでに常軌を逸するようになった。同じく女優のキアナ・ブラッドリー（Kianna Bradley）と監督のジャッキー・セント・ジェームズは、衝動的で社交的な彼女について、「お高くとまって馬鹿はやらないということは決してなかった」と評した。しかし、彼女はまた「偏執的で暴力的になり、性的虐待や危害を加えていると人々を非難したり、影の勢力が彼女を追いつめて人生を終わらせようとしていると主張したりする」こともあった。元夫は彼女がナイフで彼を脅したことや、「見知らぬ男とのセックステープを作るために」パリに飛んだことを記憶していた。スカイは隠しカメラで監視されており、ケネディ家との関係から暗殺の標的となっていて、ロン・ジェレミーによるレイプの被害者でもあるとも主張していた。

### 刑事事件
2017年半ば、スカイはフロリダ州ピネラスパークで性行為の後にボーイフレンドを殴り、家庭内暴行の罪で逮捕・投獄された。これらの告発は後に取り下げられた。2019年にカリフォルニア州バーバンクで飲酒運転の罪を認め、2020年に軽犯罪によりヴァンナイズで投獄された。

## 経歴
スカイは2013年にポルノの仕事を始め、ダコタ・スカイまたはコタ・スカイという名前で活動していた。彼女の最初のエージェントは、スカイの勤務姿勢と「華奢な女の子と大きなペニスの組み合わせ」の双方が、この十代の少女をすぐに成功に導いたと語った。2014年末にAVNは彼女の3サイズを32A-25-36インチ（約81-64-91cm）と報じ、「過去1年間に数十の素晴らしいパフォーマンスを披露し、彼女自身のショーケース映画『Meet Dakota Skye for Digital Sin』の音楽を担当した」と彼女の仕事を賞賛した。スカイはマーク・シュピーグラーの下で働くために約2年半後にロサンゼルスに移住した。
2018年12月以前に、禁酒して精神的健康を取り戻すために業界から休暇を取った。しかし彼女は2020年までこの分野で「半活動状態」であり、Brazzers、Burning Angel、Digital Playground、Evil Angel、Girlfriends Films、Hustler Video、Jules Jordan Video、Kink.com、Naughty America、Reality Kingsなどのスタジオで仕事を続けた。スカイは20代半ばから後半であったにもかかわらず「小柄な身長と遍在する天使のような表情」のため、依然として10代の役でキャスティングされ続けた。彼女は300本以上のポルノビデオに出演した。

### 受賞とノミネーション
| 年   | 賞                 | 部門                                                                      | 作品                       | 結果       | 脚注   |
| ---- | ------------------ | ------------------------------------------------------------------------- | -------------------------- | ---------- | ------ |
| 2014 | NightMovesアワード | Best Feature Showgirl (Fan Choice)                                        | N/A                        | 受賞       | [ 11 ] |
| 2015 | XBIZ賞             | Best New Starlet                                                          | N/A                        | ノミネート | [ 12 ] |
| 2015 | XBIZ賞             | All-Sex Release of the Year                                               | Meet Dakota Skye           | ノミネート | [ 12 ] |
| 2015 | AVNアワード        | Best Star Showcase                                                        | Meet Dakota Skye           | ノミネート | [ 8 ]  |
| 2015 | AVNアワード        | Best Anal Sex Scene (ジェームズ・ディーンと)                              | Meet Dakota Skye           | ノミネート | [ 8 ]  |
| 2015 | AVNアワード        | Best Three-Way Sex Scene - B/B/G (ジョーダン・アッシュ、ラモン・ノマーと) | From Both Ends 2           | ノミネート | [ 8 ]  |
| 2015 | AVNアワード        | Best Boy/Girl Sex Scene                                                   | Young & Glamorous 6        | ノミネート | [ 8 ]  |
| 2015 | AVNアワード        | Best POV Sex Scene (エリック・エヴァーハードと)                           | My Brother's Point of View | ノミネート | [ 8 ]  |
| 2015 | AVNアワード        | Best Non-Feature                                                          | She's So Small             | ノミネート | [ 8 ]  |
| 2015 | AVNアワード        | Best New Starlet                                                          | N/A                        | ノミネート | [ 8 ]  |
| 2019 | AVNアワード        | Favorite Female Performer                                                 | N/A                        | ノミネート | [ 9 ]  |

## 死去
2021年6月8日の夜、スカイは友人や同僚に「FBIとマフィアが自分を追っていて、自分はヘルズ・エンジェルスのバイカーになるつもりだった」と語った。電話をかけたすべての人々に宿泊を拒否されたため、彼女はサンフェルナンド・バレーからロサンゼルスのスキッド・ロウまで歩いた。6月9日の早朝、スカイは見知らぬ男性のキャンピングカーで昼寝をしたいと申し出た。 彼女は男性から譲られたソファに横たわる前に何かを吸引しているのを目撃されている。しばらく後、彼女はモールトン・アベニュー652番地で死体となって発見された。
翌日、ロサンゼルス郡検死局はスカイの身元を確認し、ホームレスとしてリストアップしたが、ローリングストーン誌はこれに反論し、彼女はウッドランドヒルズでボーイフレンドと暮らしていると証言した。スカイの夫が遺体の身元を確認した。6月10日に解剖が行われたが、死因と死に様の公表には「さらなる調査」が待たれた。公開された検視報告書では、スカイの身長は5フィート3インチ (160cm)、体重は105ポンド (48kg)で、アンフェタミン、ベンゾジアゼピン（7-アミノクロナゼパムおよびアルプラゾラム）、ベンゾイルエクゴニン（コカインの代謝物質）、フェンタニル、MDMA、メタンフェタミン、3,4-メチレンジオキシアンフェタミン、フェンサイクリジンが検出され、「急性複合薬物中毒」のみが原因の事故死と分類された。